# Coelosphaera hechteli
Coelosphaera hechteli är en svampdjursart som beskrevs av van Soest 1984. Coelosphaera hechteli ingår i släktet Coelosphaera och familjen Coelosphaeridae.
Artens utbredningsområde är Puerto Rico. Inga underarter finns listade i Catalogue of Life.